# خويمن جديد
خويمن جديد هي قرية في مقاطعة خوي، إيران. يقدر عدد سكانها بـ 100 نسمة بحسب إحصاء 2016.